# Moisés Henriques
Moisés Constantino Henriques (ur. 1 lutego 1987 w Funchal) – australijski krykiecista portugalskiego pochodzenia. Henriques jest all-rounderem, praworęcznym odbijającym i praworęcznym rzucającym w stylu medium-fast. W reprezentacji Australii debiutował w 2009 w meczu Twenty20 przeciwko Nowej Zelandii, w 2013 debiutował jako reprezentant kraju w pozostałych formach krykieta (ODI i test). Uważany jest za jednego z najbardziej utalentowanych i obiecujących graczy.

## Kariera reprezentacyjna
W pierwszym teście granym przeciwko Indiom w pierwszym innings Henriques zdobył 68 runów, a w drugim 81 runów. Pomimo przegranego przez Australię meczu był to jeden z najlepszych debiutów w historii australijskiego krykieta; Henriques został zaledwie piątym australijskim debiutantem który zdobył ponad 50 runów w obydwu innings meczu, był także pierwszym debiutantem w ogóle który zdobył ponad 60 runów w obydwu innings odbijając na pozycji siódmej.